# Kevin Stefanski
Kevin Stefanski (Filadelfia, 8 maggio 1982) è un allenatore di football americano statunitense che svolge il ruolo di capo-allenatore dei Cleveland Browns della National Football League (NFL).

## Carriera
Stefanski iniziò la carriera come allenatore nella NFL come assistente ai Minnesota Vikings nel 2006. Nel corso degli anni fu promosso ad allenare i tight end, i running back e i quarterback fino a diventare coordinatore offensivo nel 2019. Nel 2020 divenne capo-allenatore dei Cleveland Browns riportandoli alla prima stagione a qualificarsi per i playoff per la prima volta dal 2002. A fine stagione fu premiato come allenatore dell'anno dopo avere chiuso con un record di 11-5. Fu il primo allenatore dei Browns ad ottenere tale riconoscimento da Forrest Gregg nel 1975.

## Record come capo-allenatore
| Squadra | Anno   | Stagione regolare | Stagione regolare | Stagione regolare | Stagione regolare | Stagione regolare | Playoff | Playoff | Playoff                                                    |
| Squadra | Anno   | Vinte             | Perse             | Pari              | %                 | Posizione         | Vinte   | Perse   | Risultato                                                  |
| ------- | ------ | ----------------- | ----------------- | ----------------- | ----------------- | ----------------- | ------- | ------- | ---------------------------------------------------------- |
| CLE     | 2020   | 11                | 5                 | 0                 | .688              | 3° AFC North      | 1       | 1       | Uscito all'AFC Divisional Game contro i Kansas City Chiefs |
| CLE     | 2021   | 8                 | 9                 | 0                 | .471              | 3° AFC North      | -       | -       | -                                                          |
| CLE     | 2022   | 7                 | 10                | 0                 | .438              | 4° AFC North      | -       | -       | -                                                          |
| CLE     | 2023   | 11                | 6                 | 0                 | .688              | 2° AFC North      | 0       | 1       | Uscito all'AFC Wild Card Game contro gli Houston Texans    |
| Totale  | Totale | 37                | 30                | 0                 | .552              |                   | 1       | 2       |                                                            |

## Palmarès
- Allenatore dell'anno: 2

2020, 2023